# Closer to Home
Closer to Home es el tercer álbum de estudio de la banda estadounidense Grand Funk Railroad. Producido por Terry Knight, fue publicado el 15 de junio de 1970 por la discográfica Capitol Records. Closer to Home obtuvo la certificación de disco de oro de la RIAA, por lo que se convirtió en el tercer trabajo de la banda en un año en conseguir tal distinción. El diseño interior del álbum presenta una fotografía de Grand Funk Railroad en directo en el Madison Square Garden en febrero de 1970.
En 2002 Closer to Home fue remasterizado en disco compacto con temas adicionales, así como en un conjunto especial de edición limitada que contenía los primeros cuatro álbumes de Grand Funk Railroad. Titulado Trunk of Funk, en él había ranuras para doce discos, en previsión de la posterior puesta a la venta de los siguientes ocho trabajos de la banda publicados por Capitol. Asimismo, se incluían unas gafas 3D, una púa de guitarra y una pegatina simulando una entrada de concierto. 
Los temas "Sin's a Good Man's Brother" y "Aimless Lady" fueron posteriormente versionados por la banda sudafricana Suck. "Sin's a Good Man's Brother" fue versionado también por el grupo Monster Magnet en su primer trabajo de larga duración (Spine of God, de 1991), por el antiguo guitarrista de Dokken George Lynch en su Furious George, de 2004, y también por la banda Gov't Mule en su álbum The Deep End, Volume 1, de 2001. En la película de 2009 Law Abiding Citizen, la canción "Sin's a Good Man's Brother" suena durante los créditos finales.

## Lista de canciones
Todos los temas compuestos por Mark Farner.
1. "Sin's a Good Man's Brother"  4:35
2. "Aimless Lady"  3:25
3. "Nothing Is the Same"  5:10
4. "Mean Mistreater"  4:25
5. "Get It Together"  5:07
6. "I Don't Have to Sing the Blues"  4:35
7. "Hooked On Love"  7:10
8. "I'm Your Captain (Closer to Home)"  10:09

Reedición de 2002 (temas adicionales)
1. "Mean Mistreater" [Alternate Mix]
2. "In Need" [Live]
3. "Heartbreaker" [Live]
4. "Mean Mistreater" [Live]

## Componentes
- Mark Farner – guitarra, teclados, voz
- Mel Schacher – bajo eléctrico
- Don Brewer – batería, voz

## Ventas
Álbum
| Año  | Lista                   | Puesto más alto |
| ---- | ----------------------- | --------------- |
| 1970 | Billboard 200 (EE. UU.) | 6               |
| 1970 | Australia               | 9               |
| 1970 | Canadá                  | 6               |

Sencillos
| Año  | Sencillo         | Lista                       | Posición |
| ---- | ---------------- | --------------------------- | -------- |
| 1970 | "Closer to Home" | Billboard Hot 100 (EE. UU.) | 22       |
| 1970 | "Closer to Home" | Canadá                      | 21       |